# Lene Marlin
Lene Marlin (* 17. srpna 1980 Tromsø, Norsko) je norská pop-rocková zpěvačka. Její celé jméno je Lene Marlin Pedersen. Od 15 let hraje na kytaru, kterou dostala od rodičů pod stromeček a začala hrát.
V 18 letech začala nahrávat písničky pro Virgin Studios v Oslu a v tu samou dobu dokončovala střední školu v Tromsø. Měla opravdu vyčerpávající život, každý den létala z Tromsø do Osla. Její snaha se projevila v soutěži „Karolineprisen“, kde vyhrála svou první cenu v životě.
V roce 1998 byl v Norsku představen singl „The Unforgivable Sinner“ a měl obrovský úspěch. Zůstal v hitparádách na 1. místě až 8 týdnů. Byl to nejprodávanější singl v Norsku. Píseň „Sitting Down Here“ měla podobný úspěch.

## Diskografie
- Playing My Game (1999)
- Another Day (2003)
- Lost in a Moment (2005)
- Twist the Truth (2009)